# Запрудье (Владимирская область)
Запрудье — деревня в Собинском районе Владимирской области России, входит в состав Асерховского сельского поселения.

## География
Деревня расположена в 6 км на север от центра поселения посёлка Асерхово, в 13 км на восток от райцентра Собинки.

## История
В конце XIX — начале XX века существовало две деревни Запрудье Большое (западнее) и Запрудье Малое (восточнее), входившие в состав Подольской волости Владимирского уезда. В 1859 году в обоих деревнях числилось 42 двора, в 1905 году — 54 двора, в 1926 году — 64 хозяйств.
С 1929 года деревня входила с состав Кадыевского сельсовета Собинского района, с 1965 года — в составе Вышмановского сельсовета, с 2005 года входит в состав Асерховского сельского поселения.

## Население
| 1859 | 1905 | 1926 |
| ---- | ---- | ---- |
| 234  | 279  | 245  |

Население суммарно по обеим деревням.
| 1859 | 1905 | 1926 | 2002 | 2010 | 2021 |
| ---- | ---- | ---- | ---- | ---- | ---- |
| 234  | ↗279 | ↘245 | ↘15  | ↘4   | ↗19  |